# فینال جام باشگاه‌های آسیا ۲۰۰۰–۱۹۹۹
فینال جام باشگاه‌های آسیا ۲۰۰۰–۱۹۹۹ مسابقه فینال نوزدهمین دوره جام باشگاه‌های آسیا بود که در ۲۲ آوریل ۲۰۰۰ برگزار شد. در این دیدار الهلال با برتری برابر جوبیلو ایواتا به مقام قهرمانی دست یافت.

## مسابقه
| الهلال                                  | ۳–۲ (و.ا.) | جوبیلو ایواتا                               |
| --------------------------------------- | ---------- | ------------------------------------------- |
| سرجیو ریکاردو مسیاس نیویس ۳'، ۸۹', '۱۰۲ |            | ماساشی ناکایاما ۱۸' · نائوهیرو تاکاهارا ۱۹' |